# مقاطعة برينس جورج (ماريلاند)
مقاطعة برينس جورج (بالإنجليزية: Prince George's County, Maryland)‏ هي إحدى مقاطعات ولاية ماريلاند في الولايات المتحدة. تأسست سنة 1696، بلغ عدد سكانها 881138 نسمة في عام 2010 حسب إحصاء مكتب تعداد الولايات المتحدة وتصل الكثافة السكانية فيها 700.98 نسمة/كم2.

## توأمة
لمقاطعة برينس جورج (ماريلاند) اتفاقيات توأمة مع كل من:
- ريشون لتسيون
- زيغينشور

## أعلام
- جيمس وليامز
- جورج بييل
- لي فانغ
- إليانور بارك كاستيس لويس
- آرشي إدواردز
- ماريو أكونيا
- ستايسي ريختر
- جيمس إي. اكينز
- جون هانسون
- هارلان ماربل

## وصلات خارجية
- http://www.princegeorgescountymd.gov/
- United States Counties